# 로이 오비슨
로이 켈튼 오비슨(영어: Roy Kelton Orbison, 1936년 4월 23일 ~ 1988년 12월 6일) 미국의 싱어송라이터로, 독특하고 열정적인 보컬과 복잡한 곡 구조와 어두운 감성의 발라드로 알려져 있다. 이들 조합은 많은 평론가가 그의 음악을 가극조로 표현하며 그를 "록계의 카루소" 또는 "더 빅 오(the Big O)"로 별칭하게 한다. 1960년과 1964년 사이 《빌보드》 톱 40에 그의 22곡이 진입했으며 그중 〈Only the Lonely〉 (1960), 〈Crying〉 (1961), 〈In Dreams〉 (1963), 〈Oh, Pretty Woman〉 (1964)이 있다.

## 생애
텍사스주에서 태어난 오비슨은 고등학교 밴드에서 로커빌리와 컨트리 앤 웨스턴을 불렀다. 1956년 선 레코드의 샘 필립스와 계약을 맺었으나, 1960년 초 모뉴먼트 레코드에서 활동할 때 가장 큰 성공이 그를 맞이했다. 1950년대와 1960년대 대부분의 남성 로큰롤 공연자들은 저항적인 남성성을 보여주었으나, 그와 달리 오비슨은 많은 곡에서 조용함, 거의 자포자기함, 취약함을 전달했다. 그의 목소리는 바라톤에서 테너까지의 음역대를 지니고 있으며, 음악학자는 그가 3 혹은 4옥타브의 음역을 지니고 있다고 진단했다. 공연자로서 그는 혼자 가만히 서 있으며, 자신의 흑발과 짙은 선글라스와 어울리는 검은 복장으로 유명했고, 이는 그의 개성에 미스터리함을 부여했다.
1960년대에서 1970년대 말 오비슨은 그의 음반 판매량의 감소와 더불어 각종 개인적 악재로 고초를 겪었다. 자기 곡의 커버 버전의 성공, 데이비드 린치의 영화 《블루 벨벳》 (1986)에서 1963년 곡 〈In Dreams〉의 사용, 〈Oh, Pretty Woman〉의 《귀여운 여인》 (1990) 타이틀 트랙 사용으로 유명세의 부활을 감지했다. 1988년 조지 해리슨, 밥 딜런, 톰 페티, 제프 린과 슈퍼그룹 트레블링 윌버리스를 공동 결성했다. 같은 해 마지막 솔로 음반이 된 《Mystery Girl》를 녹음하고 잠시 뒤 심장마비로 숨졌다.
1987년 로큰롤 명예의 전당, 같은 해 내슈빌 작곡가 명예의 전당, 1989년 작곡가 명예의 전당에 헌액되었다. 《롤링 스톤》 선정 "역대 가장 위대한 아티스트"에서 37위, "역대 가장 위대한 가수 100인"에서 13위에 올랐다. 2002년 《빌보드》지가 600명의 녹음 아티스트의 서열을 가리는 가운데 오비슨은 74위를 차지했다.

## 앨범
- 《I'm Still in Love with You》 (1976)
- 《Mystery Girl》 (1989)
- 《The Very Best Of》 (1996)
- 《Most Famous Hits》(2002)

## 주요 히트곡
- 〈You Got It〉
- 〈In Dreams〉
- 〈Oh! Pretty Woman〉
- 〈A Love So Beautiful〉